# Bahía de los Ángeles
Bahía de los Ángeles är en ort i Mexiko.   Den ligger i kommunen Ensenada och delstaten Baja California, i den nordvästra delen av landet, 1 800 km nordväst om huvudstaden Mexico City. Bahía de los Ángeles ligger 4 meter över havet och antalet invånare är 800.
Terrängen runt Bahía de los Ángeles är varierad. Havet är nära Bahía de los Ángeles österut. Runt Bahía de los Ángeles är det glesbefolkat, med 8 invånare per kvadratkilometer. Det finns inga andra samhällen i närheten. Omgivningarna runt Bahía de los Ángeles är i huvudsak ett öppet busklandskap.